# Кумови (кратки филм)
„Кумови” је југословенски кратки филм из 1981. године. Режирао га је Драган Лекић а сценарио су написали Леон Ковке и Драган Лекић.

## Улоге
| Глумац           | Улога |
| ---------------- | ----- |
| Боро Беговић     |       |
| Растислав Јовић  |       |
| Милош Кандић     |       |
| Мирољуб Лешо     |       |
| Јован Осмајлић   |       |
| Бранка Секуловић |       |